# Brechen
Brechen település Németországban, Hessen tartományban. Lakosainak száma 6411 fő (2023. december 31.).

## Népesség
A település népességének változása:
| Lakosok száma | 6547 | 6491 | 6527 | 6428 | 6475 | 6411 |
|               | 2014 | 2017 | 2019 | 2021 | 2022 | 2023 |